# Dokumentationspflichtverletzung
Eine Dokumentationspflichtverletzung bedeutet einen Verstoß gegen die behandlungsvertragliche Pflicht, die Behandlung zu dokumentieren. 
Gem. § 630f Abs. 2 BGB ist der Behandelnde verpflichtet, in der Patientenakte sämtliche aus fachlicher Sicht für die derzeitige und künftige Behandlung wesentlichen Maßnahmen und deren Ergebnisse aufzuzeichnen, insbesondere die Anamnese, Diagnosen, Untersuchungen, Untersuchungsergebnisse, Befunde, Therapien und ihre Wirkungen, Eingriffe und ihre Wirkungen, Einwilligungen und Aufklärungen. Eine Dokumentationspflicht enthält auch § 10 der (Muster-)Berufsordnung, für Vertragsärzte außerdem § 57 des Bundesmantelvertrags.
Die Dokumentation dient einer adäquaten Mit- und Nachbehandlung durch andere Mediziner, ist aber auch vertragliche Nebenpflicht zum Schutz der Persönlichkeitsrechte des Patienten. Zugleich kann eine ordnungsgemäße Dokumentation den Arzt vor einer Beweislastumkehr im Arzthaftpflichtprozess schützen.
Hat der Behandelnde eine medizinisch gebotene wesentliche Maßnahme und ihr Ergebnis nicht in der Patientenakte aufgezeichnet, wird vermutet, dass er diese Maßnahme nicht getroffen hat (§ 630h Abs. 3 BGB). Das Fehlen von Aufzeichnungen, deren Erstellung aus medizinischer Sicht geboten war, indiziert nach Auffassung der Gerichte, dass die fraglichen Maßnahmen unterblieben sind. Es besteht jedoch die Möglichkeit, den Nachweis mit anderen Beweismitteln, wie beispielsweise dem Zeugenbeweis, zu führen.